# Felix Steiner

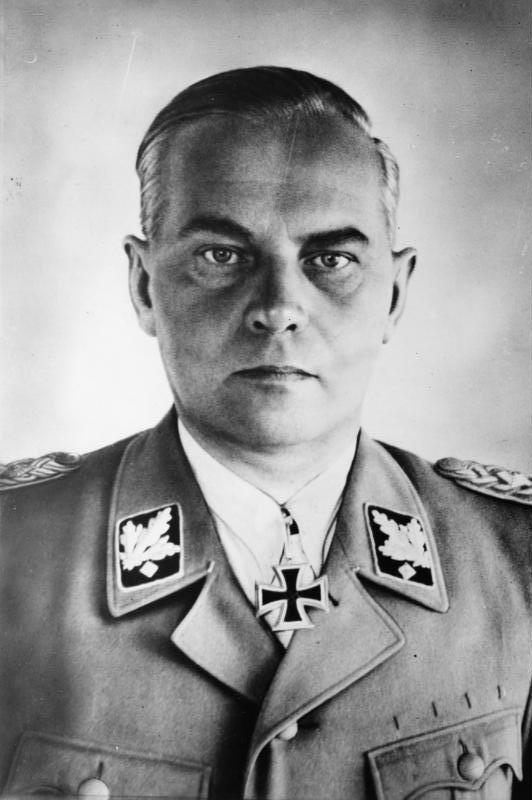
Felix Steiner als SS-Gruppenführer und Generalleutnant der Waffen-SS (1942)

Felix Martin Julius Steiner (* 23. Mai 1896 in Stallupönen; † 12. Mai 1966 in München) war ein deutscher SS-Obergruppenführer und General der Waffen-SS im Zweiten Weltkrieg.

## Leben

### Erster Weltkrieg und Zwischenkriegszeit
Der Sohn eines Gymnasiallehrers trat im März 1914 als Einjährig-Freiwilliger in die Preußische Armee ein und wurde Fahnenjunker im Infanterie-Regiment „von Boyen“ (5. Ostpreußisches) Nr. 41 in Tilsit. In diesem Verband nahm er ab August am Ersten Weltkrieg teil, wurde im November 1914 schwer verwundet und nach seiner Genesung am 27. Januar 1915 zum Leutnant befördert. Bis 1918 nahm er an verschiedenen Feldzügen auf dem südlichen Kriegsschauplatz und an der Ostfront teil und wurde am 10. Oktober 1918 zum Oberleutnant befördert. Für seine Leistungen erhielt Steiner das Eiserne Kreuz erster Klasse sowie das Verwundetenabzeichen in Schwarz.
1919 trat er in ein ostpreußisches Freikorps ein und wurde 1921 in die Reichswehr übernommen, die er 1933 als Major verließ. Er schloss sich nun der NSDAP (Mitgliedsnummer 4.264.295) und deren Parteimiliz SA an. Dort wurde er beim „Chef des Ausbildungswesen“ eingesetzt und verfasste nach eigenen Angaben unter Pseudonym eine Anleitung zur militärischen Ausbildung der SA, die im Rahmen des geplanten Umbaus der Organisation zu einem „NS-Volksheer“ als Ersatz für die Reichswehr verwendet werden sollte (Steiner spricht in seiner Erinnerung anachronistisch von „einer neuen Wehrmacht“).

### In der SS
Nach der Entmachtung der SA wechselte Steiner 1935 zur SS (SS-Nr. 253.351) über. Dort übernahm er am 1. Juli 1936 als SS-Standartenführer das Kommando über ein kurz zuvor gegründetes Regiment der SS-Verfügungstruppe, die SS-Standarte „Deutschland“.
Im Oktober 1936 wurde Steiner militärischer Ausbilder an der SS-Junkerschule Bad Tölz. Dort traf er im April 1938 auch auf Cassius Freiherr von Montigny, der die Funktion eines „Taktikausbilders“ ausübte und ähnliche Ausbildungsansichten wie er vertrat.
Steiner nahm mit seiner SS-Standarte „Deutschland“ als SS-Standartenführer an der Zerschlagung der Tschechoslowakei sowie am Überfall auf Polen 1939 und dem Westfeldzug 1940 teil, wofür ihm am 15. August 1940 als erstem Soldat der Waffen-SS das Ritterkreuz des Eisernen Kreuzes verliehen wurde.
Nach seiner Beförderung zum SS-Brigadeführer am 9. November 1940 wurde Steiner am 1. Dezember zum Kommandeur der SS-Division „Wiking“ ernannt. Er befehligte diese Division beim Angriff auf die Sowjetunion militärisch erfolgreich, aber auch mit besonderer Brutalität, z. B. erschossen Soldaten der Division im Juli 1941 in Sboriw (Ukraine) 600 Juden als „Vergeltungsmaßnahme“. Am 30. Januar 1942 wurde er zum SS-Gruppenführer und Generalleutnant der Waffen-SS befördert und am 22. April 1942 mit dem Deutschen Kreuz in Gold sowie am 23. Dezember mit dem Eichenlaub zum Ritterkreuz des Eisernen Kreuzes (159. Verleihung) ausgezeichnet.
Von Juli bis Dezember 1942 operierte unter Steiner die SS-Division „Wiking“ im Verband des III. Panzerkorps im Kaukasus, beim LVII. Panzerkorps im Raum Rostow und im Frühjahr 1943 im Verband des XXXX. Panzerkorps bei den Abwehrkämpfen im Donbass.
Am 30. März 1943 übernahm Steiner den Oberbefehl über das neugebildete III. (germanische) SS-Panzerkorps, das ab August 1943 im Einsatzraum Balkan und ab Dezember 1943 im Raum westlich von Leningrad eingesetzt wurde. Am 10. August 1944 waren ihm die Schwerter zum Ritterkreuz des Eisernen Kreuzes (86. Verleihung) verliehen worden. Ende Oktober 1944 musste er das Kommando krankheitsbedingt abgeben. Wieder genesen, wurde er Oberbefehlshaber der 11. Armee in Pommern. Ende März 1945 wurde er zum Befehlshaber der im Grunde nur theoretisch bestehenden „Armeegruppe Steiner“ ernannt, mit der er in der Schlacht um Berlin die eingekesselte Reichshauptstadt von Norden her entsetzen sollte. So überzeugte ihn Rudolf Nadolny, ehemaliger deutscher Botschafter in Moskau und zu jener Zeit Gutsbesitzer bei Gransee, in diesen Tagen die Stadt Gransee mit den Truppen zu verlassen. Dadurch konnte die Stadt fast kampflos übergeben werden. Er ignorierte, wie in diesem Falle, an mehreren Frontbereichen um Berlin-Nord die faktisch nicht ausführbaren Entsatzbefehle, weshalb er wegen Gehorsamsverweigerung am 27. April 1945 seines Kommandos enthoben wurde. Am 3. Mai 1945 begab sich Steiner an der Elbe in amerikanische Kriegsgefangenschaft, aus der er am 27. April 1948 entlassen wurde.
Neben dem Generalleutnant der Reichswehr und SS-Oberst-Gruppenführer und Generaloberst der Waffen-SS Paul Hausser gehörte Steiner zu den maßgeblichen Personen, die am Aufbau der Waffen-SS beteiligt waren. Der Ausbau der SS-Verfügungstruppe, wie die militärischen SS-Verbände anfangs hießen, nachmalig Waffen-SS zu einer regelrechten Armee fand nach der nationalsozialistischen Machtübernahme und Ausschaltung der SA statt. Die Waffen-SS blieb stets eine politische Armee, die sich Hitler zu seiner persönlichen Verfügung hatte schaffen lassen.
Steiner gehörte zu den wenigen ehemaligen Offizieren, auf die sich die Reichsführung SS beim Aufbau von militärischen Strukturen in der Waffen-SS stützen konnte. Steiner bildete hierbei ein Gegengewicht zu Hausser, der stärker dem Generalstabsdenken der alten preußischen Armee und der Mechanisierung verhaftet war. Basierend auf seiner Fronterfahrung führte Steiner Ausbildungs- und Führungsstrukturen ein, die sich am Einsatzkonzept der Sturmbataillone orientierten. Als wichtigste taktische Kampfeinheiten sollten nicht mehr Großverbände fungieren, sondern infanteristische Stoßtrupps, was eine beweglichere Kampfführung ermöglichte. Auf diese Weise sollten Grabenkriege wie die des Ersten Weltkriegs verhindert werden. Dazu setzte Steiner in der Führerausbildung nicht mehr auf akademische Vorbildung und theoretische Schulung, wie noch in der Wehrmacht üblich, sondern auf Persönlichkeitsformung und körperliches Training.

### Nachkriegszeit
Im Verlauf der Nürnberger Prozesse wurden Vorwürfe gegen Steiner wegen Verbrechen gegen die Menschlichkeit und anderer Kriegsverbrechen fallengelassen.
In den 1950er Jahren hatte Steiner Führungspositionen in mehreren durch die Central Intelligence Agency (CIA) gegründeten und finanzierten Einrichtungen inne. Neben der Mitgliedschaft in der Redaktion der Deutschen Soldaten-Zeitung war er auch eine der führenden Persönlichkeiten der Gesellschaft für Wehrkunde.
Anfang der 1950er Jahre war Steiner führendes Mitglied der Hilfsgemeinschaft auf Gegenseitigkeit der Angehörigen der ehemaligen Waffen-SS (HIAG); 1953 gehörte er dem Präsidium der Bundesverbindungsstelle der HIAG an. Dabei war Steiner ebenso wie Paul Hausser und Herbert Otto Gille Gegner einer bundesweiten Organisation der HIAG und bevorzugte eine gemeinsame Organisation der Veteranen der Wehrmacht und der Waffen-SS im Verband deutscher Soldaten (VdS). Ungefähr im November 1955 verließ Steiner die HIAG im Streit. Zuvor wollte er vermutlich die HIAG an die Partei Gesamtdeutscher Block/Bund der Heimatvertriebenen und Entrechteten (GB/BHE) parteipolitisch anbinden.
In der Folgezeit verfasste Steiner mehrere Bücher, darunter das 1958 im rechtsextremen Plesse-Verlag erschienene Werk Die Freiwilligen. In der Veröffentlichung versuchte er, die Waffen-SS als Teil einer „Freiwilligenbewegung“ zu glorifizieren, zu deren Wurzeln er Kriegsfreiwillige wie das Lützowsche Freikorps, die Sturmbataillone des Ersten Weltkriegs oder Walter Flex zählte. In Armee der Geächteten, 1963 ebenfalls im Plesse-Verlag erschienen, versuchte er, die Waffen-SS als Opfer der willkürlichen Vergeltungspolitik der Alliierten darzustellen, die durch eine opportunistische Gesetzgebung der Bundesrepublik unterstützt worden sei. Zudem sei die Waffen-SS durch die SS-Führung „verraten“ worden, da diese die KZ-Wachverbände in die Waffen-SS eingegliedert und diese damit in Verbindung mit den nationalsozialistischen Verbrechen gebracht hätte. Dieser Verantwortung habe sich Heinrich Himmler bei Kriegsende durch Suizid entzogen, so Steiner.

## Auszeichnungen
- Ritterkreuz des Eisernes Kreuzes mit Eichenlaub und Schwertern
- Medaille Winterschlacht im Osten 1941/42
- Deutsches Kreuz in Gold
- Finnischer Orden des Freiheitskreuzes I. Klasse mit Bruststern, Eichenlaub und Schwertern[13]
- SS-Totenkopfring
- Ehrendegen des Reichsführers SS
- Nennung im Wehrmachtbericht am 1. August 1944

## Schriften
- Die Freiwilligen der Waffen-SS. Idee und Opfergang. Plesse, Göttingen 1958.
- Die Armee der Geächteten. Plesse, Göttingen, 1963.